# Puma Ringri
Puma Ringri también llamado como La bella durmiente, es una montaña situada en los Andes del Perú. Políticamente esta en el departamento de Huánuco.

## Toponimia
La montaña toma nombre de la unión de dos palabras en idioma quechua, el puma que es el nombre de un felino amazónico; y rinri, que traducido al idioma español es oreja. 
Otro nombre que recibe es de La bella durmiente, por la forma la silueta de una mujer acostada de la montaña, y está presente en un cuento popular local.

## Descripción
Administrativamente se encuentra en el Distrito de Mariano Dámaso Beraún, Provincia de Leoncio Prado, en el Departamento de Huánuco y alcanza una altura de 1.805 metros (5.922 pies).